# 揚尼斯·弗朗古迪斯
揚尼斯·弗朗古迪斯（希臘語：Ιωάννης Φραγκούδης，1863年—1916年10月19日）是一位希臘士兵、運動員和希臘陸軍上校。他曾代表希臘參加1896年夏季奧林匹克運動會射擊比賽，他是唯一一位在單屆奧運會上獲得金牌、銀牌和銅牌的希臘運動員。
弗朗古迪斯出生於扎金索斯州，他的父親曾擔任當地領事。1885年，他從希臘軍事學院畢業，翌年在1896年奧運會期間擔任上尉，1897年希土戰爭後，他晉身上校，並成為希臘國王喬治一世的朋友。1913年3月18日，亞歷山大·希納斯（Αλέξανδρος Σχινάς）從後開槍刺殺乔治一世，弗朗古迪斯即場逮捕兇手。
1916年10月19日，弗朗古迪斯在前往紐約執行希臘軍隊彈藥補給任務時因觸電事故身亡。

## 外部連結
- 揚尼斯·弗朗古迪斯在Olympedia（英语）